# ATP de Montreal/Toronto
O ATP de Montreal/Toronto (também conhecido como Omnium Banque Nationale, para fins de patrocínio), é um torneio profissional de tênis masculino disputado em quadra dura, em anos alternados, nas cidades de Montreal (anos pares, a partir de 2022) e Toronto (anos ímpares, a partir de 2021), no Canadá. O torneio é um dos nove ATP Masters 1000 do circuito ATP da temporada.
Realizado desde 1881, é tão antigo quanto Wimbledon e o US Open, dos grandes eventos. A partir de 1980, fixou o atual revezamento de cidades. Enquanto o torneio masculino é realizado em uma, o feminino é em outra.

## Finais

### Simples
| Ano                                                                      | Campeão                  | Vice-campeão          | Resultado               |
| ------------------------------------------------------------------------ | ------------------------ | --------------------- | ----------------------- |
| 2025                                                                     | Ben Shelton              | Karen Khachanov       | 65–7, 6–4, 7-63         |
| 2024                                                                     | Alexei Popyrin           | Andrey Rublev         | 6–2, 6–4                |
| 2023                                                                     | Jannik Sinner            | Alex de Minaur        | 6–4, 6–1                |
| 2022                                                                     | Pablo Carreño Busta      | Hubert Hurkacz        | 3–6, 6–3, 6–3           |
| 2021                                                                     | Daniil Medvedev          | Reilly Opelka         | 6–4, 6–3                |
| Torneio não realizado em 2020 devido à pandemia de COVID-19              |                          |                       |                         |
| 2019                                                                     | Rafael Nadal             | Daniil Medvedev       | 6–3, 6–0                |
| 2018                                                                     | Rafael Nadal             | Stefanos Tsitsipas    | 6–2, 7–64               |
| 2017                                                                     | Alexander Zverev         | Roger Federer         | 6–3, 6–4                |
| 2016                                                                     | Novak Djokovic           | Kei Nishikori         | 6–3, 7–5                |
| 2015                                                                     | Andy Murray              | Novak Djokovic        | 6–4, 4–6, 6–3           |
| 2014                                                                     | Jo-Wilfried Tsonga       | Roger Federer         | 7–5, 7–63               |
| 2013                                                                     | Rafael Nadal             | Milos Raonic          | 6–2, 6–2                |
| 2012                                                                     | Novak Djokovic           | Richard Gasquet       | 6–3, 6–2                |
| 2011                                                                     | Novak Djokovic           | Mardy Fish            | 6–2, 3–6, 6–4           |
| 2010                                                                     | Andy Murray              | Roger Federer         | 7–5, 7–5                |
| 2009                                                                     | Andy Murray              | Juan Martín del Potro | 46–7, 7–63, 6–1         |
| 2008                                                                     | Rafael Nadal             | Nicolas Kiefer        | 6–3, 6–2                |
| 2007                                                                     | Novak Djokovic           | Roger Federer         | 7–62, 2–6, 7–62         |
| 2006                                                                     | Roger Federer            | Richard Gasquet       | 2–6, 6–3, 6–2           |
| 2005                                                                     | Rafael Nadal             | Andre Agassi          | 6–3, 4–6, 6–2           |
| 2004                                                                     | Roger Federer            | Andy Roddick          | 7–5, 6–3                |
| 2003                                                                     | Andy Roddick             | David Nalbandian      | 6–1, 6–3                |
| 2002                                                                     | Guillermo Cañas          | Andy Roddick          | 6–4, 7–5                |
| 2001                                                                     | Andrei Pavel             | Patrick Rafter        | 7–6, 2–6, 6–3           |
| 2000                                                                     | Marat Safin              | Harel Levy            | 6–2, 6–3                |
| 1999                                                                     | Thomas Johansson         | Yevgeny Kafelnikov    | 1–6, 6–3, 6–3           |
| 1998                                                                     | Patrick Rafter           | Richard Krajicek      | 7–6, 6–4                |
| 1997                                                                     | Chris Woodruff           | Gustavo Kuerten       | 7–5, 4–6, 6–3           |
| 1996                                                                     | Wayne Ferreira           | Todd Woodbridge       | 6–2, 6–4                |
| 1995                                                                     | Andre Agassi             | Pete Sampras          | 3–6, 6–2, 6–3           |
| 1994                                                                     | Andre Agassi             | Jason Stoltenberg     | 6–4, 6–4                |
| 1993                                                                     | Mikael Pernfors          | Todd Martin           | 2–6, 6–2, 7–5           |
| 1992                                                                     | Andre Agassi             | Ivan Lendl            | 3–6, 6–2, 6–0           |
| 1991                                                                     | Andrei Chesnokov         | Petr Korda            | 3–6, 6–4, 6–3           |
| 1990                                                                     | Michael Chang            | Jay Berger            | 4–6, 6–3, 7–6           |
| 1989                                                                     | Ivan Lendl               | John McEnroe          | 6–1, 6–3                |
| 1988                                                                     | Ivan Lendl               | Kevin Curren          | 7–6, 6–2                |
| 1987                                                                     | Ivan Lendl               | Stefan Edberg         | 6–4, 7–6                |
| 1986                                                                     | Boris Becker             | Stefan Edberg         | 6–4, 3–6, 6–3           |
| 1985                                                                     | John McEnroe             | Ivan Lendl            | 7–5, 6–3                |
| 1984                                                                     | John McEnroe             | Vitas Gerulaitis      | 6–0, 6–3                |
| 1983                                                                     | Ivan Lendl               | Anders Jarryd         | 6–2, 6–2                |
| 1982                                                                     | Vitas Gerulaitis         | Ivan Lendl            | 4–6, 6–1, 6–3           |
| 1981                                                                     | Ivan Lendl               | Eliot Teltscher       | 6–3, 6–2                |
| 1980                                                                     | Ivan Lendl               | Björn Borg            | 4–6, 5–4, ab.           |
| 1979                                                                     | Björn Borg               | John McEnroe          | 6–3, 6–3                |
| 1978                                                                     | Eddie Dibbs              | José Luis Clerc       | 5–7, 6–4, 6–1           |
| 1977                                                                     | Jeff Borowiak            | Jaime Fillol          | 6–0, 6–1                |
| 1976                                                                     | Guillermo Vilas          | Wojtek Fibak          | 6–4, 7–6, 6–2           |
| 1975                                                                     | Manuel Orantes           | Ilie Năstase          | 7–64, 6–0, 6–1          |
| 1974                                                                     | Guillermo Vilas          | Manuel Orantes        | 6–4, 6–2, 6–3           |
| 1973                                                                     | Tom Okker                | Manuel Orantes        | 6–3, 6–2, 6–1           |
| 1972                                                                     | Ilie Năstase             | Andrew Pattison       | 6–4, 6–3                |
| 1971                                                                     | John Newcombe            | Tom Okker             | 7–6, 3–6, 6–2, 7–6      |
| 1970                                                                     | Rod Laver                | Roger Taylor          | 6–0, 4–6, 6–3           |
| 1969                                                                     | Cliff Richey             | Earl Butch Buchholz   | 6–4, 5–7, 6–4, 6–0      |
| 1968                                                                     | Ramanathan Krishnan      | Torben Ulrich         | 6–3, 6–0, 7–5           |
| 1967                                                                     | Manuel Santana           | Roy Emerson           | 6–1, 10–8, 6–4          |
| 1966                                                                     | Allen Fox                | Allan Stone           | 6–4, 6–4, 6–3           |
| 1965                                                                     | Ronald Holmberg          | Lester Sack           | 4–6, 4–6, 6–4, 6–2, 6–2 |
| 1964                                                                     | Roy Emerson              | Fred Stolle           | 2–6, 4–6, 6–4, 6–3, 6–4 |
| 1963                                                                     | Whitney Reed             | Kyle Carpenter        | 6–2, 6–4, 6–4           |
| 1962                                                                     | Juan Manuel Couder       | Sean Frost            | 6–3, 6–4, 6–3           |
| 1961                                                                     | Whitney Reed             | Mike Sangster         | 3–6, 6–0, 6–4, 6–2      |
| 1960                                                                     | Ladislav Legenstein      | Warren Woodcock       | 6–2, 6–2, 7–5           |
| 1959                                                                     | Reynaldo Garrido         | Orlando Garrido       | 6–4, 1–6, 6–4, 6–1      |
| 1958                                                                     | Robert Bédard            | Whitney Reed          | 6–0, 6–3, 6–3           |
| 1957                                                                     | Robert Bédard            | Ramanathan Krishnan   | 6–1, 1–6, 6–2, 6–4      |
| 1956                                                                     | Noel Brown               | Donald Fontana        | 6–0, 2–6, 6–3, 6–3      |
| 1955                                                                     | Robert Bédard            | Henri Rochon          | 8–6, 6–2, 6–1           |
| 1954                                                                     | Bernard Bartzen          | Kosei Kamo            | 6–4, 6–0, 6–3           |
| 1953                                                                     | Mervyn Rose              | Rex Hartwig           | 6–3, 6–4, 6–2           |
| 1952                                                                     | Richard Savitt           | Kurt Nielsen          | 6–1, 6–0, 6–1           |
| 1951                                                                     | Tony Vincent             | Seymour Greenberg     | 7–9, 7–5, 7–5, 6–2      |
| 1950                                                                     | Brendan Macken           | Henri Rochon          | 6–0, 6–0, 6–3           |
| 1949                                                                     | Henri Rochon             | Lorne Main            | 6–3, 6–4, 4–6, 6–2      |
| 1948                                                                     | William Tully            | Henri Rochon          | 6–4, 7–5, 6–0           |
| 1947                                                                     | James Everet             | Emery Neale           | 2–6, 6–3, 5–7, 6–1, 6–2 |
| 1946                                                                     | P. Morey Lewis           | Donald McDiarmid      | 2–6, 8–6, 6–4, 6–4      |
| Torneio não realizado entre 1945 e 1941 devido à Segunda Guerra Mundial  |                          |                       |                         |
| 1940                                                                     | Donald McDiarmid         | Lewis Duff            | 6–1, 7–5, 6–2           |
| 1939                                                                     | P. Morey Lewis           | Robert Madden         | 6–2, 6–2, 6–3           |
| 1938                                                                     | Frank Parker             | Wilmer Allison        | 6–2, 6–2, 9–7           |
| 1937                                                                     | Walter Senior            | Robert Murray         | 2–6, 6–2, 6–3, 3–6, 6–2 |
| 1936                                                                     | Jack Tidball             | John Murio            | 8–6, 6–2, 6–2           |
| 1935                                                                     | Eugene Smith             | Richard Bennett       | 8–6, 6–2, 7–5           |
| 1934                                                                     | Marcel Rainville         | Harold Surface        | 6–4, 7–5, 6–0           |
| 1933                                                                     | John Murio               | Walter Martin         | 6–3, 4–6, 4–6, 6–2, 6–2 |
| 1932                                                                     | Frank Parker             | George M. Lott        | 2–6, 6–1, 7–5, 6–2      |
| 1931                                                                     | Jack A. Wright           | Gilbert Nunns         | 6–3, 6–4, 6–2           |
| 1930                                                                     | George Lyttleton-Rogers  | Gilbert Nunns         | 6–4, 8–6, 6–8, 9–7      |
| 1929                                                                     | Jack A. Wright           | Frank Shields         | 6–4, 6–4, 1–6, 7–5      |
| 1928                                                                     | Wilmer Allison           | John Van Ryn          | 6–2, 6–4, 6–3           |
| 1927                                                                     | Jack A. Wright           | Leon De Turenne       | 7–5, 8–6, 6–3           |
| 1926                                                                     | Leon De Turenne          | Wallace Scott         | 6–4, 6–3, 6–0           |
| 1925                                                                     | Willard F. Crocker       | Wallace Scott         | 4–6, 9–7, 18–16, 6–2    |
| 1924                                                                     | George M. Lott           | Cyril Andrewes        | 6–3, 7–5, 6–1           |
| 1923                                                                     | Leroy Rennie             | W.H. Richards         | 6–2, 6–3, 6–3           |
| 1922                                                                     | Frank Anderson           | Robert Baird          | 6–3, 6–4, 6–3           |
| 1921                                                                     | Wallace J. Bates         | Edmund Levy           | 4–6, 6–4, 6–2, 6–3      |
| 1920                                                                     | Paul D. Bennett          | Leroy Rennie          | 6–3, 7–5, 6–4           |
| 1919                                                                     | Seiichiro Kashio         | Walter K. Wesbrook    | 3–6, 6–3, 6–1, 11–9     |
| Torneio não realizado entre 1918 e 1915 devido à Primeira Guerra Mundial |                          |                       |                         |
| 1914                                                                     | T.Y. Sherwell            | Robert Baird          | 4–6, 6–3, 8–6, 6–3      |
| 1913                                                                     | Robert Baird             | Ralph Burns           | 6–2, 6–0, 4–6, 6–1      |
| 1912                                                                     | Bernhard P. Schwengers   | Joseph C. Tyler       | 6–2, 3–6, 6–3, 7–5      |
| 1911                                                                     | Bernhard P. Schwengers   |                       |                         |
| 1910                                                                     | James F. Foulkes         | Robert Baird          | 2–6, 6–1, 6–2, 4–6, 6–2 |
| 1909                                                                     | J.F. Foulkes             | George C. Janes       | 6–1, 6–1, 6–1           |
| 1908                                                                     | T.Y. Sherwell            | James F. Foulkes      | 6–4, 6–1, 6–2           |
| 1907                                                                     | James F. Foulkes         | Ralph Burns           | 6–3, 6–8, 6–3, 6–4      |
| 1906                                                                     | Irving Wright            | Edwin P. Fischer      | 6–1, 6–3, 6–1           |
| 1905                                                                     | Irving Wright            | B.M. Stewart          | 13–11, 8–6, 6–4         |
| 1904                                                                     | Beals C. Wright          | Louis Harry Waidner   | 6–1, 6–2, 6–3           |
| 1903                                                                     | Beals C. Wright          | Edgar Leonard         | 8–6, 6–3, 6–4           |
| 1902                                                                     | Beals C. Wright          | Irving Wright         | 6–3, 6–3, 3–6, 6–1      |
| 1901                                                                     | William Larned           | Beals C. Wright       | 6–4, 6–4, 6–2           |
| 1900                                                                     | Malcolm D. Whitman       | William Larned        | 7–5, 3–6, 6–3, 1–6, 7–5 |
| 1899                                                                     | Malcolm D. Whitman       | Leo Ware              | 6–2, 6–3, 6–4           |
| 1898                                                                     | Leo Ware                 | Malcolm D. Whitman    | 6–8, 6–2, 6–4, 6–2      |
| 1897                                                                     | Leo Ware                 | Edwin P. Fischer      | 8–6, 6–1, 6–3           |
| 1896                                                                     | Robert Wrenn             | Edwin P. Fischer      | 6–1, 6–3, 7–5           |
| 1895                                                                     | William Larned           | Arthur E. Foote       | 6–1, 6–4, 6–2           |
| 1894                                                                     | Robert W. Pardo Matthews | Harry E. Avery        | 3–6, 6–0, 2–6, 6–4, 6–2 |
| 1893                                                                     | Harry E. Avery           | Gordon Mackenzie      | 4–6, 4–6, 6–3, 6–1, 6–3 |
| 1892                                                                     | Fred Hovey               | B.R. Bixby            | 6–2, 6–0, 1–6, 6–1      |
| 1891                                                                     | Fred S. Mansfield        | Edward E. Tanner      | 6–1, 6–1, 6–1           |
| 1890                                                                     | Edward E. Tanner         | Oliver R. Macklem     | 6–4, 6–3, 6–2           |
| 1889                                                                     | Charles S. Hyman         | Andrew E. Plummer     | 6–4, 7–5, 6–4           |
| 1888                                                                     | Charles S. Hyman         | R.S. Wood             | 7–5, 8–6, 6–4           |
| 1887                                                                     | Charles S. Hyman         | Lawrence H. Baldwin   | 6–0, 6–3, 6–3           |
| 1886                                                                     | Charles S. Hyman         | Isidore F. Hellmuth   | 6–4, 6–4, 1–6, 4–6, 6–4 |
| 1885                                                                     | Joseph S. Clark          | Isidore F. Hellmuth   | 6–3, 3–6, 6–1, 6–2      |
| 1884                                                                     | Charles S. Hyman         | Alexander C. Galt     | 8–6, 6–8, 4–6, 6–4, 6–2 |
| 1883                                                                     | Chaster H. Farnum        | Charles S. Hyman      | 6–3, 6–3, 0–6, 6–0      |
| 1882                                                                     | Harry D. Gamble          | Isidore F. Hellmuth   | 6–2, 6–3, 6–2           |
| 1881                                                                     | Isidore F. Hellmuth      | W.H. Young            | 6–2, 6–2                |

### Duplas
| Ano                                                         | Campeões                            | Vice-campeões                         | Resultado         |
| ----------------------------------------------------------- | ----------------------------------- | ------------------------------------- | ----------------- |
| 2024                                                        | Marcel Granollers Horacio Zeballos  | Rajeev Ram Joe Salisbury              | 6–2, 7–64         |
| 2023                                                        | Marcelo Arévalo Jean-Julien Rojer   | Rajeev Ram Joe Salisbury              | 6–3, 6–1          |
| 2022                                                        | Wesley Koolhof Neal Skupski         | Daniel Evans John Peers               | 6–2, 4–6, [10–6]  |
| 2021                                                        | Rajeev Ram Joe Salisbury            | Nikola Mektić Mate Pavić              | 6–3, 4–6, [10–3]  |
| Torneio não realizado em 2020 devido à pandemia de COVID-19 |                                     |                                       |                   |
| 2019                                                        | Marcel Granollers Horacio Zeballos  | Robin Haase Wesley Koolhof            | 7–5, 7–5          |
| 2018                                                        | Henri Kontinen John Peers           | Raven Klaasen Michael Venus           | 6–2, 76–7, [10–6] |
| 2017                                                        | Pierre-Hugues Herbert Nicolas Mahut | Rohan Bopanna Ivan Dodig              | 6–4, 3–6, [10–6]  |
| 2016                                                        | Ivan Dodig Marcelo Melo             | Jamie Murray Bruno Soares             | 6–4, 6–4          |
| 2015                                                        | Bob Bryan Mike Bryan                | Daniel Nestor Édouard Roger-Vasselin  | 7–65, 3–6, [10–6] |
| 2014                                                        | Alexander Peya Bruno Soares         | Ivan Dodig Marcelo Melo               | 6–4, 6–3          |
| 2013                                                        | Alexander Peya Bruno Soares         | Andy Murray Colin Fleming             | 6–4, 7–64         |
| 2012                                                        | Bob Bryan Mike Bryan                | Marcel Granollers Marc López          | 6–1, 4–6, [12–10] |
| 2011                                                        | Michaël Llodra Nenad Zimonjić       | Bob Bryan Mike Bryan                  | 6–4, 56–7, [10–7] |
| 2010                                                        | Bob Bryan Mike Bryan                | Julien Benneteau Michaël Llodra       | 7–5, 6–3          |
| 2009                                                        | Mahesh Bhupathi Mark Knowles        | Max Mirnyi Andy Ram                   | 6–4, 6–3          |
| 2008                                                        | Daniel Nestor Nenad Zimonjić        | Bob Bryan Mike Bryan                  | 6–2, 4–6, [10–6]  |
| 2007                                                        | Mahesh Bhupathi Pavel Vízner        | Paul Hanley Kevin Ullyett             | 6–4, 6–4          |
| 2006                                                        | Bob Bryan Mike Bryan                | Paul Hanley Kevin Ullyett             | 6–3, 7–5          |
| 2005                                                        | Wayne Black Kevin Ullyett           | Jonathan Erlich Andy Ram              | 56–7, 6–3, 6–0    |
| 2004                                                        | Mahesh Bhupathi Leander Paes        | Jonas Björkman Max Mirnyi             | 6–4, 6–2          |
| 2003                                                        | Mahesh Bhupathi Max Mirnyi          | Jonas Björkman Todd Woodbridge        | 6–3, 7–64         |
| 2002                                                        | Bob Bryan Mike Bryan                | Mark Knowles Daniel Nestor            | 4–6, 7–61, 6–3    |
| 2001                                                        | Jiří Novák David Rikl               | Donald Johnson Jared Palmer           | 6–4, 3–6, 6–3     |
| 2000                                                        | Sébastien Lareau Daniel Nestor      | Joshua Eagle Andrew Florent           | 6–3, 7–63         |
| 1999                                                        | Jonas Björkman Patrick Rafter       | Byron Black Wayne Ferreira            | 7–65, 6–4         |
| 1998                                                        | Martin Damm Jim Grabb               | Ellis Ferreira Rick Leach             | 6–7, 6–2, 7–6     |
| 1997                                                        | Mahesh Bhupathi Leander Paes        | Sébastien Lareau Alex O'Brien         | 7–6, 6–3          |
| 1996                                                        | Patrick Galbraith Paul Haarhuis     | Mark Knowles Daniel Nestor            | 7–6, 6–3          |
| 1995                                                        | Yevgeny Kafelnikov Andrei Olhovskiy | Brian MacPhie Sandon Stolle           | 6–2, 6–2          |
| 1994                                                        | Byron Black Jonathan Stark          | Patrick McEnroe Jared Palmer          | 6–4, 6–4          |
| 1993                                                        | Jim Courier Mark Knowles            | Glenn Michibata David Pate            | 6–4, 7–6          |
| 1992                                                        | Patrick Galbraith Danie Visser      | Andre Agassi John McEnroe             | 6–4, 6–4          |
| 1991                                                        | Patrick Galbraith Todd Witsken      | Grant Connell Glenn Michibata         | 6–4, 3–6, 6–1     |
| 1990                                                        | Paul Annacone David Wheaton         | Broderick Dyke Peter Lundgren         | 6–1, 7–6          |
| 1989                                                        | Kelly Evernden Todd Witsken         | Charles Beckman Shelby Cannon         | 6–3, 6–3          |
| 1988                                                        | Ken Flach Robert Seguso             | Andrew Castle Tim Gullikson           | 7–63, 6–3         |
| 1987                                                        | Pat Cash Stefan Edberg              | Peter Doohan Laurie Warder            | 6–7, 6–3, 6–4     |
| 1986                                                        | Chip Hooper Mike Leach              | Boris Becker Slobodan Živojinović     | 6–7, 6–3, 6–3     |
| 1985                                                        | Ken Flach Robert Seguso             | Stefan Edberg Anders Järryd           | 5–7, 7–6, 6–3     |
| 1984                                                        | Peter Fleming John McEnroe          | John Fitzgerald Kim Warwick           | 6–4, 6–2          |
| 1983                                                        | Sandy Mayer Ferdi Taygan            | Tim Gullikson Tom Gullikson           | 6–3, 6–4          |
| 1982                                                        | Steve Denton Mark Edmondson         | Peter Fleming John McEnroe            | 6–7, 7–5, 6–2     |
| 1981                                                        | Raúl Ramírez Ferdi Taygan           | Peter Fleming John McEnroe            | 2–6, 7–6, 6–4     |
| 1980                                                        | Bruce Manson Brian Teacher          | Heinz Gunthardt Sandy Mayer           | 6–3, 3–6, 6–4     |
| 1979                                                        | Peter Fleming John McEnroe          | Heinz Gunthardt Bob Hewitt            | 6–7, 7–6, 6–1     |
| 1978                                                        | Wojtek Fibak Marty Riessen          | Colin Dowdeswell Heinz Gunthardt      | 6–3, 7–6          |
| 1977                                                        | Bob Hewitt Raúl Ramírez             | Fred McNair Sherwood Stewart          | 6–4, 3–6, 6–2     |
| 1976                                                        | Bob Hewitt Raúl Ramírez             | Juan Gisbert Manuel Orantes           | 6–2, 6–1          |
| 1975                                                        | Cliff Drysdale Raymond Moore        | Jan Kodeš Ilie Năstase                | 6–3, 6–2          |
| 1974                                                        | Manuel Orantes Guillermo Vilas      | Jürgen Fassbender Hans-Jürgen Pohmann | 6–4, 5–7, 7–6     |
| 1973                                                        | Rod Laver Ken Rosewall              | Owen Davidson John Newcombe           | 7–5, 7–6          |
| 1972                                                        | Ilie Năstase Ion Ţiriac             | Jan Kodeš Jan Kukal                   | 7–6, 6–3          |
| 1971                                                        | Tom Okker Marty Riessen             | Arthur Ashe Dennis Ralston            | 6–3, 3–6, 6–1     |
| 1970                                                        | Bill Bowrey Marty Riessen           | Cliff Drysdale Fred Stolle            | 6–3, 6–2          |
| 1969                                                        | Ron Holmberg John Newcombe          | Earl Butch Buchholz Raymond Moore     | 6–3, 6–4          |